# شيكينيو (لاعب كرة قدم مواليد 1995)
شيكينيو (بالبرتغالية: Francisco Leonel Lima Silva Machado‏) هو لاعب كرة قدم برتغالي في مركز الوسط، ولد في 19 يوليو 1995 في سانتو تريسو في البرتغال. لعب مع نادي لوكوموتيفا.

## وصلات خارجية
- شيكينيو (لاعب كرة قدم مواليد 1995) على موقع الاتحاد الأوربي (الإنجليزية)
- شيكينيو (لاعب كرة قدم مواليد 1995) على موقع اتحاد تركيا (لاعب) (الإنجليزية)
- شيكينيو (لاعب كرة قدم مواليد 1995) على موقع قاعدة بيانات كرة القدم.إي يو (الإنجليزية)
- شيكينيو (لاعب كرة قدم مواليد 1995) على موقع ليكيب (الفرنسية)
- شيكينيو (لاعب كرة قدم مواليد 1995) على موقع Soccerway.com (الإنجليزية)
- شيكينيو (لاعب كرة قدم مواليد 1995) على موقع عالم كرة القدم.نت (الإنجليزية)
- شيكينيو (لاعب كرة قدم مواليد 1995) على موقع AS.com (الإسبانية)